# Litteraturåret 1915

## Händelser
- okänt datum – Pierre Reverdy debuterar med diktsamlingen Poèmes en prose, illustrerad av den kubistiske målaren Juan Gris.

## Priser och utmärkelser
- Nobelpriset – Romain Rolland, Frankrike[1]
- Letterstedtska priset för översättningar – Ellen Wester för översättningarna av Platons Gästabudet och några andra dialoger
- Svenska Akademiens stora pris – Martin Lamm

## Nya böcker

### A – G
- Bergets sång av Ernst Didring
- Bland artister och hyggligt folk i Paris av Gunnar Cederschiöld
- Camillas äktenskap av Elin Wägner
- Cathay av Ezra Pound
- Dansen på Frötjärn (Komedier i Bergslagen, del II) av Hjalmar Bergman
- De 39 stegen av John Buchan
- Den svarta blomman av John Galsworthy
- Dröm och liv av Ola Hansson
- Förvandlingen av Franz Kafka

### H – N
- I väntan på segern av Gunnar Cederschiöld
- Jeremias bok II av Levi Rickson (’Jeremias i Tröstlösa’)
- Järn och människor av Pär Lagerkvist
- Knulp av Hermann Hesse
- Kolvaktarens visor av Dan Andersson.
- Kära fiende av Jean Webster
- Människans slaveri av William Somerset Maugham
- Nya dikter av Verner von Heidenstam

### O – U
- Skeppet av Bo Bergman
- Sorgligast av historier av Ford Madox Ford
- Troll och människor (första samlingen) av Selma Lagerlöf

### V – Ö
- Vad kvinnan vill av Gunnar Alléen
- Veri similia I av Vilhelm Ekelund

## Födda
- 6 januari – Alan Watts, brittisk filosof, författare och talare.
- 8 januari – Ann Margret Dahlquist-Ljungberg, svensk författare och bildkonstnär.
- 31 januari – Thomas Merton, amerikansk trappistmunk och författare.
- 22 februari – Erik Müller, svensk författare, manusförfattare och filmkritiker.
- 4 april – Lars Ahlin, svensk författare.
- 10 juni – Saul Bellow, amerikansk författare, nobelpristagare 1976.
- 24 juni – Fred Hoyle, brittisk astronom och science fiction-författare.
- 26 juni – Walter Farley, amerikansk författare.
- 13 juli – Birgit Tengroth, svensk skådespelare och författare.
- 4 oktober – Tore Zetterholm, svensk författare, journalist och översättare.
- 17 oktober – Arthur Miller, amerikansk författare.
- 24 december – Eva Norberg, svensk författare och översättare.
- 30 december – Sverker Åström, svensk diplomat, ambassadör och författare.

## Avlidna
- 1 september – August Stramm, 41, tysk expressionistisk dramatiker och poet.
- 15 oktober – Paul Scheerbart, 52, tysk författare.

### Fotnoter
1. ↑  ”Nobelpriset i litteratur”. https://www.nobelprize.org/prizes/lists/all-nobel-prizes-in-literature/. Läst 20 mars 2011.